# Dicarnosis
Dicarnosis is een geslacht van vliesvleugeligen uit de familie Encyrtidae. De wetenschappelijke naam van dit geslacht is voor het eerst geldig gepubliceerd in 1921 door Mercet.

## Soorten
Het geslacht Dicarnosis omvat de volgende soorten:
- Dicarnosis erythrocephala Kerrich, 1978
- Dicarnosis helena Hoffer, 1952
- Dicarnosis hofferi Trjapitzin, 1965
- Dicarnosis ripariensis Kerrich, 1978
- Dicarnosis sinuatis Xu, 2000
- Dicarnosis sugonjaevi Myartseva, 1977
- Dicarnosis superba Mercet, 1921
- Dicarnosis vicina Trjapitzin & Hoffer, 1977